# Mallada notalis
Mallada notalis is een insect uit de familie van de gaasvliegen (Chrysopidae), die tot de orde netvleugeligen (Neuroptera) behoort. 
Mallada notalis is voor het eerst wetenschappelijk beschreven door Navás in 1914.